# Segítség a Biblia megértéséhez
A Segítség a Biblia megértéséhez (Aid to Bible Understanding) 1969-ben jelent meg és Jehova Tanúi első Biblia-encyclopædiája volt. Gyakran csak „A Segítség Könyv” néven hivatkoznak rá a felekezet tagjai. A Watch Tower Bible and Tract Society of Pennsylvania 1971-ben átdolgozta, 1988-ban pedig végleg helyettesítette az Éleslátás az Írásokból című könyvvel.

## Tartalma
Sok hivatkozást tartalmaz olyan az Őrtorony Társulat által készített cikkekre, amelyek bibliai témákkal foglalkoznak; több mint negyvenféle Biblia-fordításra. Egy konkordanciára jobban hasonlít, mint egy enciklopédiára.

## Háttér
A könyv készítése során felismerték, hogy az egyes Biblia-versek különbözőképpen is értelmezhetőek. Mindez oda vezetett, hogy Jehova Tanúi vezetése több változtatást hajtott végre a doktrínákon (ld.: Nathan Knorr idejében a szervezeti korlátozások).
A szerzők kilétét a névtelenség övezi, csak a Watchtower címere alatt futott, de a cég állítása szerint több, mint 250 kutató dolgozott rajta (p 5.).
Sokan, akik elhagyták a szervezetet ma is a Segítség Könyvre tekintenek és azzal kapcsolatban jelentetnek meg cikkeket (ld.: Raymond Franz, aki egyike volt a könyv szerzőinek).

## Kritikák
Raymond szerint a legtöbb forrás egyenesen elfogult vagy megbízhatatlan volt, így ő maga végezte a legtöbb munkát.

## Külső hivatkozások
- Aid To Bible Understanding (458MB)
- Jehova Tanúi hivatalos oldala
- https://web.archive.org/web/20100612192056/http://www.jw-media.org/